# Battaglia di Malachov
La battaglia di Malachov (in francese: Bataille de Malakoff, in russo: Бой на Малаховом кургане) si svolse l'8 settembre 1855 e fu uno degli scontri decisivi della guerra di Crimea. La vittoria dei francesi, al comando del generale Patrice de Mac-Mahon, contro le forze russe portò alla caduta della città di Sebastopoli (9 settembre 1855) e alla fine dell'assedio, durato ben 11 mesi.

## La preparazione delle difese
Il porto di Sebastopoli, formato dall'estuario della Cernaia, era protetto dagli attacchi via mare non solo dai vascelli da guerra russi, ma anche da forti granitici lungo le sponde. Per quanto riguarda il villaggio di Malachov stesso ed il sobborgo di Karabelnaya i lavori si erano protratti per mesi ed avevano portato alla costruzione di bastioni che coprivano anche parte del porto interno.
Il tenente colonnello Eduard Totleben, capo dello staff di genieri della Russia, aveva lavorato alacremente coi propri uomini per fortificare ulteriormente i bastioni di difesa.

## La battaglia
Nel periodo precedente allo scontro di Malachov, una delle prime azioni ad avere luogo fu un tremendo duello d'artiglieria tra i due schieramenti. I francesi, durante l'assedio, soffrirono di molte perdite soprattutto di pezzi d'artiglieria, mentre le navi ancorate al porto subirono numerosi danni e la perdita di circa 500 marinai.

L'assedio di Sebastopoli che si stava svolgendo in contemporanea durò per mesi e solo durante il mese di luglio i russi persero 250 uomini al giorno ed all'ultimo venne deciso che il generale Michail Dmitrievič Gorčakov e l'artiglieria da campo avrebbe dovuto rivolgere un nuovo attacco alla Cernaia. Il 16 agosto i corpi del generale Liprandi sferrarono un furioso attacco contro i franco-piemontesi presso il ponte Taktir. Malgrado la determinazione degli assalitori, la vittoria fu ancora dei francesi e sul finire del giorno i russi avevano perso 8 000 uomini e 260 ufficiali sul campo contro appena 1 700 morti da parte alleata.

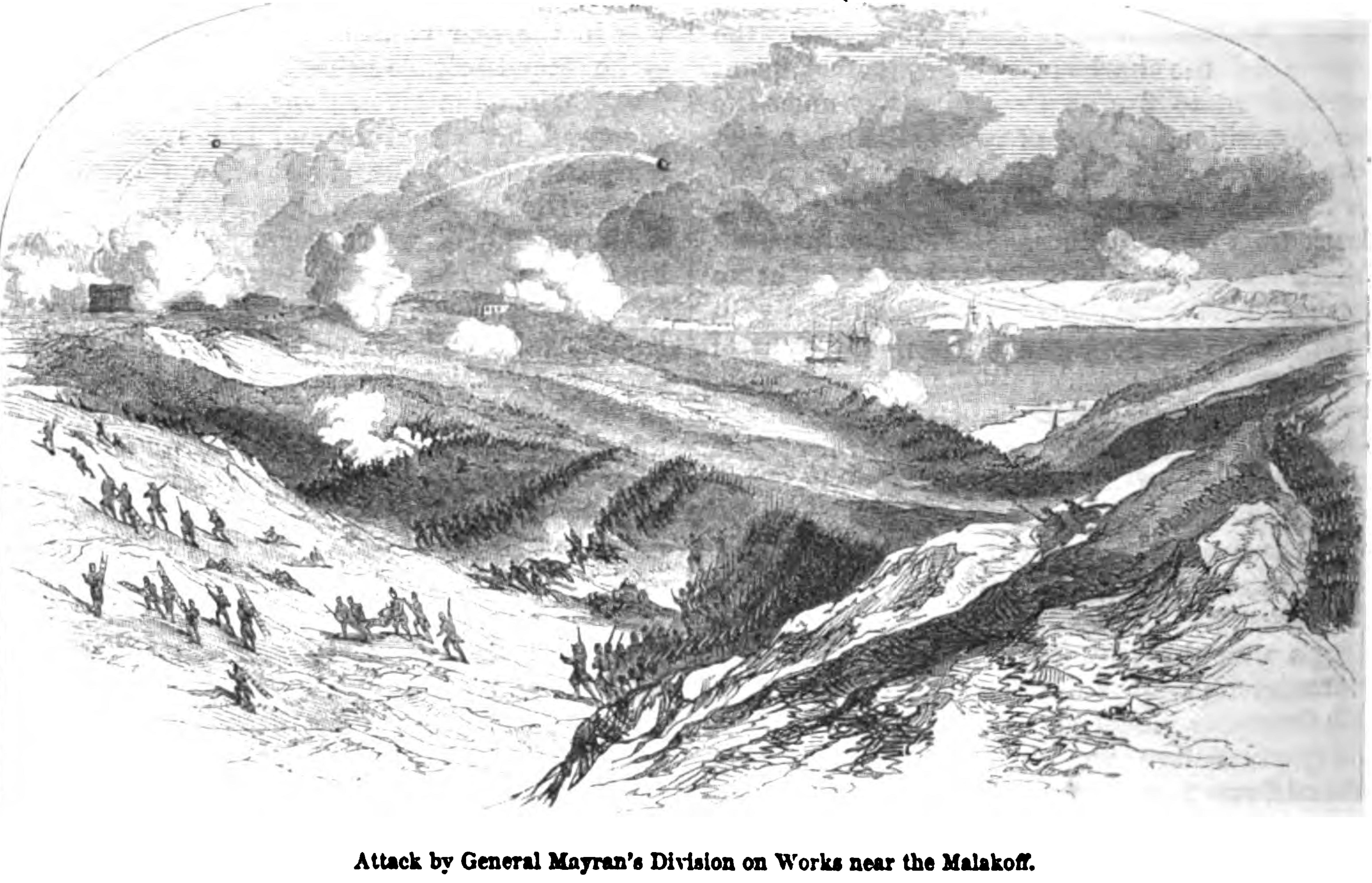
Attacco della divisione del generale Mayran presso Malakoff. Dipinto di George Dodd

Con questa sconfitta svanì il sogno russo di difendere Sebastopoli. Il 16 agosto un nuovo bombardamento ridusse Malachov all'impotenza e fu con questa base che il maresciallo Aimable Pélissier pianificò l'assalto finale. L'8 settembre 1855, a mezzogiorno, l'intero corpo d'armata di Pierre Bosquet giunse a Malachov ed iniziò uno scontro per sfinimento: ogni casamatta ed ogni trincea venne presa e ripresa volta dopo volta ma i francesi ebbero infine la meglio costringendo i russi a ritirarsi verso le fortificazioni.
Attorno ai bastioni centrali vi furono molti combattimenti corpo a corpo e la successiva caduta di Malachov segnò nel contempo anche la fine dell'assedio di Sebastopoli in quanto ormai tutta l'area risultava occupata dai francesi. La notte del 9 settembre i russi abbandonarono le loro posizioni lasciando le strutture difensive vuote nelle mani dei francesi. Le perdite nello scontro furono pesanti per entrambi gli schieramenti con 10 000 uomini per gli alleati e 13 000 per i russi, con la perdita complessiva di un totale di 19 generali sul campo.
Delle truppe russe alla difesa del bastione N. 4 fecero parte il filosofo Afrikan Špir e lo scrittore Lev Tolstoj.

## La memoria della battaglia

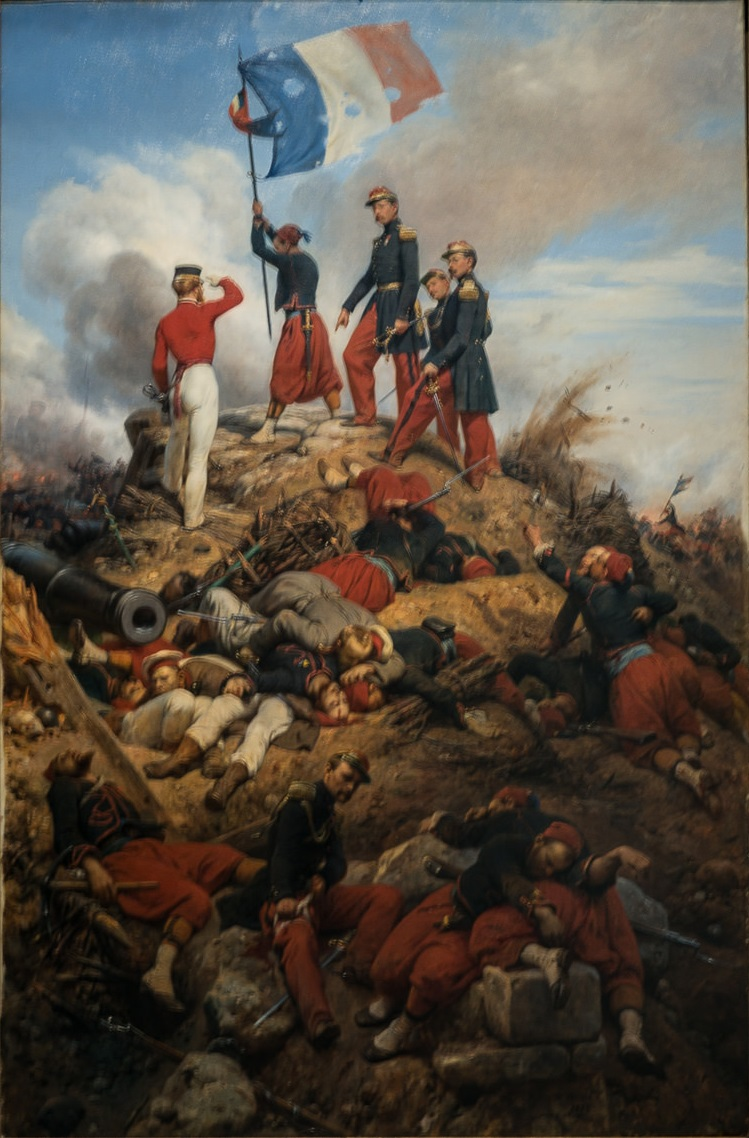
La presa di Malachov in un quadro del pittore Horace Vernet. Il dipinto, propagandistico, mostra inoltre un ufficiale inglese sulla sinistra nell'atto di salutare la bandiera francese.

La grande vittoria riportata dalla Francia nello scontro portò alla fondazione di un sobborgo di Parigi chiamato appunto Malakoff così come all'apertura de l'Avenue de Malakoff. La collina di Malachov dove si combatté lo scontro ha inoltre oggi un monumento realizzato nel 1958 ove arde una fiamma eterna a commemorare l'assedio di Sebastopoli del 1855 e quello del 1942.